# AmbaCoin
L'AmbaCoin est la cryptomonnaie officielle de l'Ambazonie non reconnue,,,. Un AmbaCoin vaut 0,25 dollar américain, soit environ 140 francs CFA. Elle serait adossée aux « riches ressources naturelles » de l'État séparatiste.
L'AmbaCoin a été lancé en 2018 et l'ICO a été de décembre 2018 à 2019. Le Conseil de gouvernement de l'Ambazonie affirme que tous les profits vont pour la lutte armée indépendantiste et pour les aides humanitaires.

## Proposition
Bien que l'AmbaCoin soit une crypto-monnaie, elle ne peut pas être utilisée comme monnaie officielle, car de nombreux Camerounais anglophones n'ont pas accès à Internet, ont une faible maîtrise d'Internet et ne disposent pas d'une infrastructure électrique appropriée, comme tout le monde n'a pas accès à l'électricité. Une nouvelle monnaie sera donc introduite, si l'indépendance est atteinte, pour les transactions quotidiennes et les affaires. Plusieurs noms ont été évoqués, mais rien n'a été décidé. En voici quelques exemples : l'Amba (A), le shilling ambazonien (AMS/AmS), l'Amba-Dollar (AMD/Am$), la livre du Cameroun méridional (SCP/SC£), le vacher ambazonien (AMC/AM𐤀) (la monnaie historique qui circulait le long de la côte de l'Afrique de l'Ouest, principalement par les commerçants et les marchands, avant la colonisation de l'Afrique), le Njangi (Nj),, le dinar ambazonien (AMD/AmƉ) et l'Eco.